# Dieter Wulff
Dieter Wulff (* 12. August 1929 in Danzig; † 30. Dezember 2010 in Leonberg) war ein deutscher Kunstmaler.

## Leben
Dieter Wulff wurde 1929 als Sohn des Beamten Willy Wulff und dessen Ehefrau Edith geboren. Die Eltern förderten den Sohn früh, der schließlich Schnitzen und Zeichnen als erste künstlerische Ausdrucksformen wählte. Pläne, die daraus reiften, zerschlug der Zweite Weltkrieg. Nach ihrem unfreiwilligen Ortswechsel fand auch Familie Wulff eine neue Heimat in Öhringen.
Von 1947 bis 1949 durchlief Wulff eine Ausbildung als Bildhauer bei Theodor Kraus (früher Nürnberg), der auch Zeichenstudien seines Schülers beeinflusste. 1949/50 folgten erste Ausstellungen im Kreise der Hohenloher Künstler mit Zeichnungen und Malarbeiten.
Im Jahr 1951 zog Wulff an den Bodensee, im gleichen Jahr wurde er Mitglied des Verbandes bildender Künstler Württemberg Künstlerbundes. Es folgten erste Aufträge an Gebäuden mit Mosaikarbeiten. Starker künstlerischer Einfluss durch Sepp Biehler. Seine Gemälde wurden flächiger und erhielten starke expressionistische Konturen, ab 1955 erfolgte einen Hinwendung zum Gegenstandslosen bis zur Abstraktion. Ab 1960 folgte eine Abkehr von der Gegenstandslosen und expressionistische Malweise.
Im Jahr 1968 eröffnete Dieter Wulff in Kornwestheim die „Kleine Galerie“, die schon 1969 durch neue Geschäftsräume erweitert werden konnte, 1975 kamen in Ludwigsburg mehrere größere Schaufenster-Ausstellungsflächen hinzu. 1976 zog er nach Stuttgart in die Diemershalde in das eigene Galerie-Haus. Wulff präsentierte in ständigen Ausstellungen eine zeitgenössische Künstler und gab ihnen damit eine Plattform für ihre Werke. Darüber hinaus gründete Wulff eine Malschule mit Schülern aller Altersgruppen. Zusätzlich betätigte Wulff sich als Kunsthändler und vereidigter, öffentlich bestellter Versteigerer und Schätzer. Im Jahr 1989 verwandelte er den Leonberger Wasserturm zur Sommer-Galerie.
1990 organisierte er die erste Kunstwoche in Leonberg mit 60 Künstlern 1996 verlegte der Künstler seinen Wohnsitz nach Spanien an die Costa del Sol. Zwischen 1997 und 2007 fand Wulff seine Berufung in der Darstellung südländischer Landschaften. Erst 2007 kehrte Wulff wieder in seine alte Heimat nach Leonberg zurück. In seinem neuen Domizil gab es ein großes Atelier und Ausstellungsräume.
Im Jahr 2010 verstarb Dieter Wulff in seinem Haus in Leonberg.